# Atelopus cruciger
Atelopus cruciger és una espècie d'amfibi pertanyent a la família dels bufònids, la qual va desaparèixer durant gairebé 20 anys fins que una petita població va ésser redescoberta el 2004.

## Descripció
Les femelles fan 39,5-49,9 mm de llargada i els mascles entre 28,2 i 34,6. És relativament esvelta, de color verd groguenc a verd oliva al dors i amb vetes o puntets de color negre. Les parts inferiors són de color groc crema i amb una franja negra o marró al llarg dels costats del cos des del musell fins al ventre. Presenta un patró en forma de creu ben definida darrere del cap. Extremitats posteriors i peus allargats. Superfícies internes de les extremitats de color marró fosc o negre. Musell triangular, pla i estès més enllà de la mandíbula inferior. Espai interorbitari pla. Diàmetre ocular igual a la distància entre els ulls i els narius. El dit polze representa la meitat de la longitud de la mà i té dues falanges. Presència de tubercles metacarpians i metatarsians. Mascles amb una excrescència nupcial al dit número 1. Berrugues petites, arrodonides i glandulars a les superfícies lateral i dorsolateral de darrere dels ulls, les quals s'estenen en una filera vers la superfície dorsal, l'engonal i les àrees dorsals dels braços i cames, i, en part també, fins a les mans i els tarsos. Els capgrossos tenen cues més allargades (el 61% de la longitud del cos) que els de les altres espècies d'Atelopus i presenten grans ventoses abdominals per aferrar-se a les roques dels rierols a semblança d'altres espècies del mateix gènere. El mascle té els avantbraços més gruixuts i el cap més llarg i ample que la femella. Per a dissuadir els seus depredadors, segrega toxines a través de la seua pell que fan que tingui un sabor desagradable (són entre 3 i 17 vegades menys potents que les d'Atelopus zeteki, tot i que poden causar la mateixa seqüència de símptomes quan són injectades en ratolins).

## Reproducció
Té lloc normalment durant l'estació seca perquè els capgrossos no siguin arrossegats durant les fortes pluges que s'esdevenen durant l'estació humida. Els mascles passen molt de temps cridant les femelles emprant tres tipus de raucs diferents. L'aparellament pot durar fins a 19 dies i la femella pon al voltant de 150-270 ous sobre el substrat d'un rierol.

## Alimentació
És una granota activa durant el dia que es nodreix de formigues i d'altres insectes.

## Hàbitat i distribució geogràfica
Viu en diversos indrets de Veneçuela ubicats entre 30 i 2.200 m d'altitud als vessants nord i sud de la Serralada de la Costa (el Distrito Capital i els estats d'Aragua, Carabobo, Cojedes, Miranda, Vargas i Yaracuy). Es troba generalment als rierols de corrent ràpid (i els seus voltants) que travessen els boscos humits de muntanya i de planúria.

## Principals amenaces
Les seues principals amenaces són la quitridiomicosi, la pluja àcida causada per la gran concentració d'indústries que hi ha al voltant de les ciutats de Valencia i Maracay, les sequeres, les inundacions i la recol·lecció per a finalitats científiques o comercials.